# Ерколе де’ Роберти
Ерколе де' Роберти също Ерколе Ферарезе (на италиански: Ercole de’ Roberti; Ercole Ferrarese; Ercole da Ferrara; * ок. 1450; † 1496) е италиански художник през ренесанса от училишето Ферара през 15 век.
През ок. 1450 г. той учи във Ферара при Франческо дел Коса и Козимо Тура. От 1487 г. той работи в двора на Ферара на род Есте при херцозите Борсо д’Есте и Ерколе I д’Есте.
Той участва при изрисуването на salone dei mesi в Палацо Скифаноа във Ферара.